# 古伊納瀑布
古伊納瀑布（法語：Chutes de Gouina）是西非國家馬里的瀑布，位於該國西部卡伊區的塞內加爾河上，處於卡伊東南80公里，瀑布寬430米，位差16米，旱季流量每秒13立方米，雨季時增至每秒2,430立方米。
14°0′54″N 11°6′09″W / 14.01500°N 11.10250°W